# Szczyrzyc

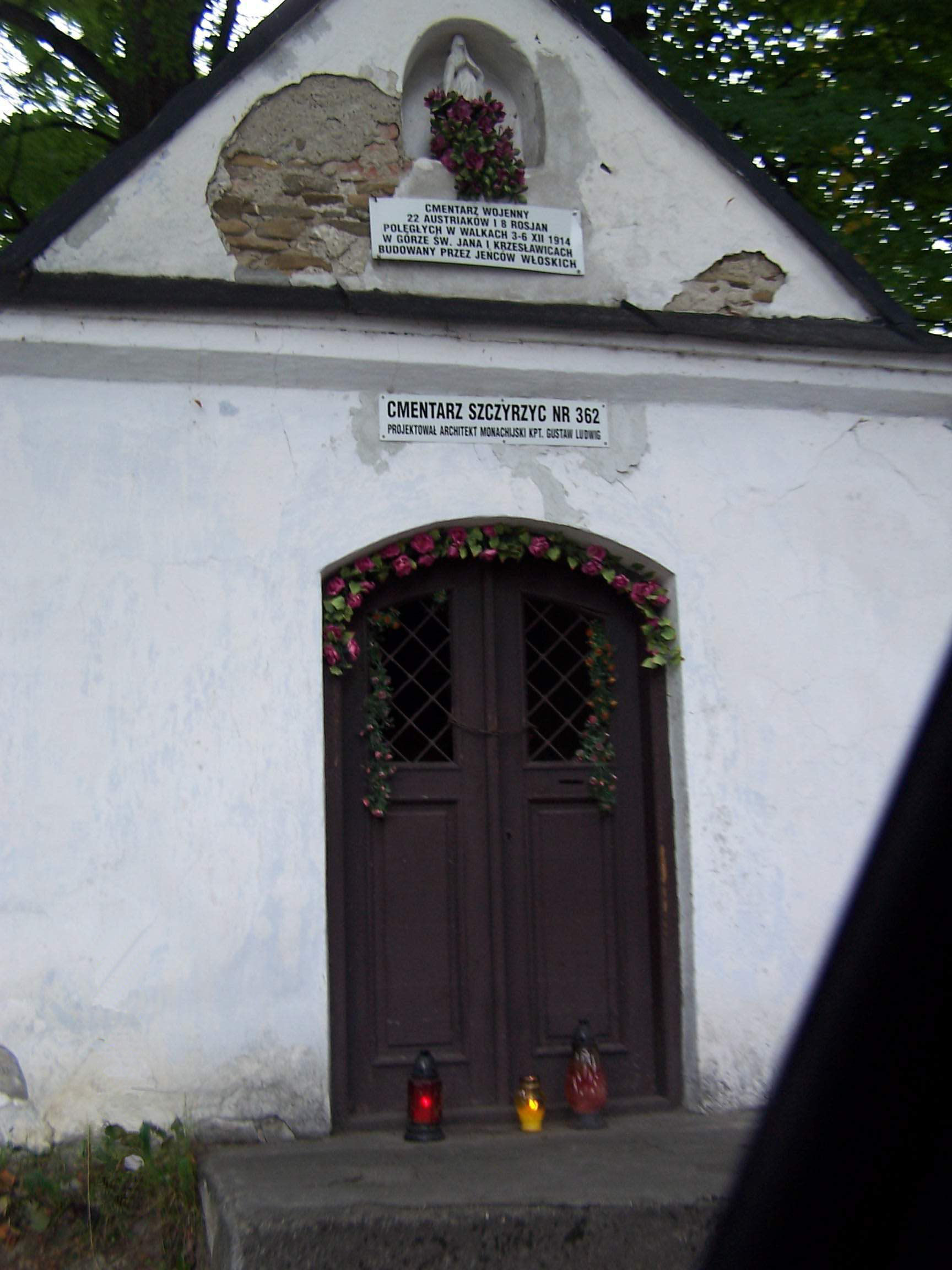
Kapliczka, za którą znajduje się cmentarz z czasów I wojny światowej w Szczyrzycu.

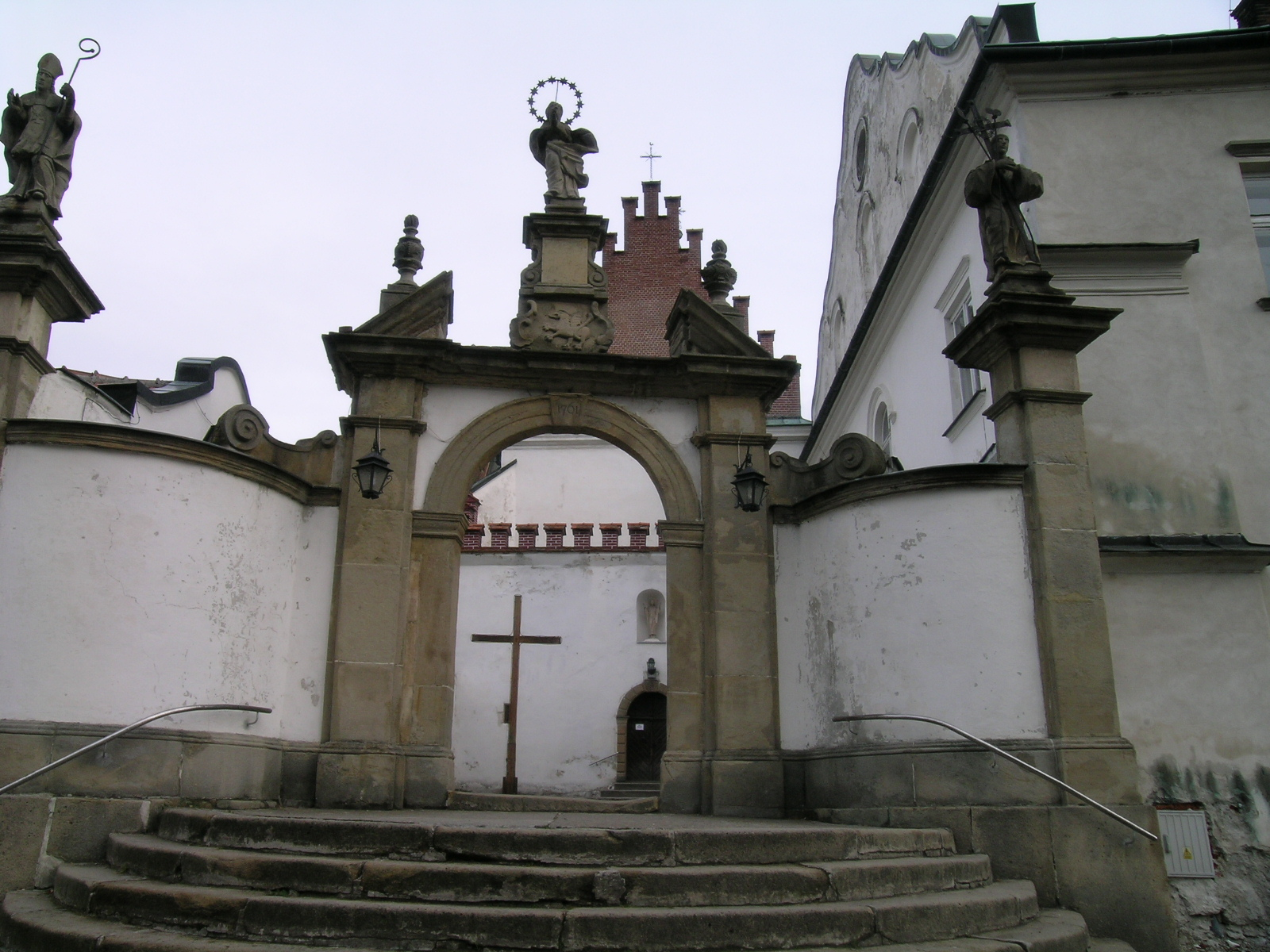
Brama wejściowa do kościoła przy opactwie cystersów

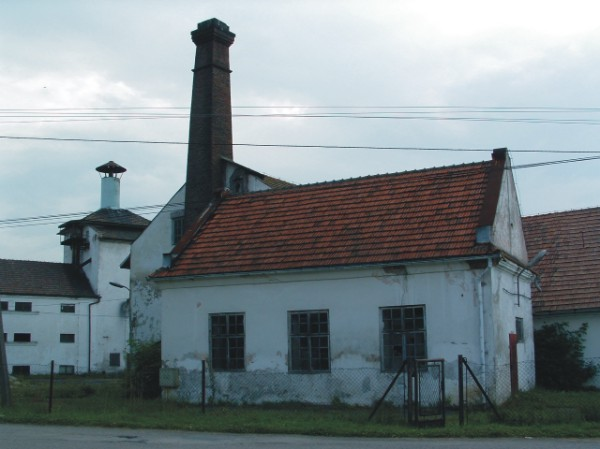
Dawny browar w Szczyrzycu

Szczyrzyc – wieś (w XV w. miasto) w Polsce położona w województwie małopolskim, w powiecie limanowskim, w gminie Jodłownik.
Wieś liczy około 740 mieszkańców (dane na 31 grudnia 2024).

## Historia
Szczyrzyc uzyskał lokację miejską w 1416 roku, zdegradowany przed 1499 rokiem. Herbem miasta był pojedynczy klucz. W latach 1975–1998 miejscowość położona była w województwie nowosądeckim.
Miejscowość jest wymieniona w książce Michała Balińskiego i Tymoteusza Lipińskiego Starożytna Polska pod względem historycznym, geograficznym i statystycznym – wydanie nakładem S. Orgelbranda, Warszawa 1844 rok. W publikacji tej wspomina się między innymi, że miejscowość była w XIV wieku siedzibą powiatu. Był własnością wojewody krakowskiego Teodora. We wsi znajduje się opactwo cystersów, założone ok. 1234 roku. W 1259 klasztor najechali Tatarzy. W pierwszej połowie XVII wieku opactwo zostało przebudowane, jednak w XVIII wieku zostało dwukrotnie ograbione. W 1765 klasztor wraz z kościołem niemal całkowicie spłonął. W 1798 roku przy klasztorze powstało gimnazjum, które władze komunistyczne zamknęły w 1955 roku. Przejęły także część ziem klasztoru, tworząc z nich PGR (PGR Jodłownik; w Szczyrzycu do tego PGR-u należały gospodarstwo Dobroniów i Godusza).
6 września 1939 doszło do pacyfikacji Szczyrzyca przez Niemców – zamordowano mieszkańców przysiółka Wadzyń i 39 żołnierzy Wojska Polskiego. W 1944 roku doszło do pacyfikacji przysiółka Smykań – za pomoc partyzantom AK. Po II wojnie światowej opactwo uhonorowane zostało orderem Virtuti Militari.

## Geografia

### Położenie
Szczyrzyc leży w dolinie rzeki Stradomki, w jej górnym odcinku biegu na wysokości od 320–360 m n.p.m. Obszar ten leży na pograniczu Beskidu Wyspowego (Ciecień) i Pogórza Wiśnickiego (Górki Szczyrzyckie).
Od zachodu nad Szczyrzycem dominuje zalesiony Ciecień, obok niego widać Księżą Górę i Grodzisko. Na wschodzie rozciągają się Górki Szczyrzyckie z Górą Świętego Jana o rozległych i płaskich wierzchowinach. Na południu widać szczyty Beskidu Wyspowego: Wierzbanowską Górę, Dzielec, Śnieżnicę, Łopień i Kostrzę.

### Klimat
Klimat Szczyrzyca nosi cechy typu podgórskiego i górskiego. Opady atmosferyczne kształtują się tutaj w granicach 800 mm/rok. Długość okresu wegetacyjnego wynosi 190–225 dni. Liczba dni z pokrywą śnieżną to 80–100.

### Warunki naturalne
Szczyrzyc znajduje się w obrębie tzw. jednostki tektonicznej Szczyrzyca. Cechuje się ona południkowymi rozciągłościami warstw i obecnością zapadliskowej formy Szczyrzyca w środku, przechodzącej w klinalne strefy od strony zachodniej i wschodniej. Zachodnia część zapadliska Szczyrzyca nazwana została monokliną Cietnia – Grodziska. Na południe od zapadliska Szczyrzyca znajduje się okno tektoniczne Skrzydlnej, w którym odsłaniają się dwa równoleżnikowo ułożone elementy antyklinalne.
Dorzecze Stradomki jest obszarem występowania wód podziemnych, znajdujących się na różnej głębokości w utworach fliszowych i zalegających na nich pokrywach glin zwietrzelinowych i innych.

### Przyroda
Okolice Szczyrzyca odznaczają się urozmaiconą szatą roślinną. W dolinie Stradomki i na niewielkich stokach przeważają pola uprawne, sady i ogrody. Wyższe partie porośnięte są lasem. Niższe partie stoków i wzgórz porastają lasy jodłowo-bukowe. Wyżej lasy lipowo-grabowe oraz monokulturalne lasy świerkowe. Miejscami wierzchowiny pogórza porasta zespół boru mieszanego z sosną i dębem.
Z roślin chronionych występują: lilia złotogłów, storczyk – podkolan biały, rosiczka okrągłolistna, zimowit jesienny.

## Części wsi
| SIMC    | Nazwa      | Rodzaj     |
| ------- | ---------- | ---------- |
| 0430700 | Abramowice | przysiółek |
| 0430692 | Wadzyn     | część wsi  |

## Turystyka

### Szlaki turystyczne
– ze Szczyrzyca przez Pogorzany, obok Diablego Kamienia na grzbiet łączący Ciecień z Grodziskiem

 – ze Szczyrzyca przez Janowice do Stróży

 – ze Szczyrzyca na szczyt Cietnia

## Zabytki
Obiekty wpisane do rejestru zabytków nieruchomych województwa małopolskiego.
- Zespół klasztorny cystersów: kościół pw. Wniebowzięcia NP Marii, klasztor, spichlerz, budynki: dawnej odźwierni, wozowni i bramy, ogród;
- cmentarz wojenny nr 362 wraz z kapliczką z I wojny światowej.

### Pozostałe
- Muzeum Klasztorne oo. Cystersów w Szczyrzycu;
- Kościół Najświętszej Maryi Panny Wniebowziętej i św. Stanisława Biskupa w Szczyrzycu;
- Diabli Kamień;
- Szczyrzycki Browar Cystersów.

W Szczyrzycu mieściło się również braksatorium – browar założony przez cystersów w 1628 roku. Zakonnicy sami wyrabiali piwo do 1925 r., kiedy browar został wydzierżawiony. W okresie PRL-u browar został znacjonalizowany. W 1982 r. produkcja wynosiła 22 tys. hl piwa rocznie sprzedawanego w Dobrej, Limanowej, Rabce, Myślenicach, Dobczycach i Krakowie. W 1993 r. cystersi odzyskali browar, jednakże ze względu na brak funduszy na modernizację i rozwój wstrzymali produkcję w roku 1997. W latach 2004–2009 Browar Kielce warzył piwo Frater na podstawie receptury ze szczyrzyckiego klasztoru.

Produkcja piwa w Szczyrzycu wznowiona została w 2009 r. w minibrowarze Marysia obok klasztoru.

## Kultura
Szczyrzyc jest ośrodkiem kultury ludowej, co roku odbywa się tu festiwal piosenki ludowej, a w miejscowości działa od 1926 roku regionalny zespół pieśni i tańca Szczyrzycanie, oraz dziecięcy – Mali Szczyrzycanie.
W Szczyrzycu znajduje się nie działający Dom Pracy Twórczej Polskiej Akademii Nauk, przekazany PAN przez rodzinę Koniecznych.

## Sport
We wsi działa klub piłkarski LKS Orkan Szczyrzyc, założony w 1949 r., występujący obecnie w IV Lidze (grupa małopolska). Dysponuje on stadionem o wymiarach 100 × 59 m, bez oświetlenia i z widownią o pojemności 500 osób.

## Religia
Od 1238 roku na terenie Szczyrzyca istniała samodzielna parafia, ufundowana przez jeden z rodów rycerskich. W 1244 przejęli ją Cystersi i gospodarują nią do dziś.
W lipcu 1984 roku odbyła się koronacja obrazu Matki Boskiej Szczyrzyckiej. Na mszę koronacyjną przybyło kilkadziesiąt tysięcy pielgrzymów. Przy klasztorze w starym spichlerzu z XV wieku działa muzeum posiadające unikatowe eksponaty między innymi mapę świata z XIII wieku.
W opactwie szczyrzyckim znajduje się Sanktuarium Matki Bożej Szczyrzyckiej Matki Pokoju i Dobroci, które jest miejscem kultu cudownego obrazu Matki Bożej.

## Osoby związane z miejscowością
- Zbigniew ze Szczyrzyca (1328–1356) – czołowy możnowładca Królestwa w czasach Kazimierza Wielkiego;
- ks. Antoni Matejkiewicz – kapelan Wojska Polskiego;
- Władysław Gębik – doktor nauk filozoficznych.
- Tomasz Fall – organmistrz, właściciel pracowni organmistrzowskiej;
- Władysław Orkan – artysta (pisarz);
- Zygmunt Konieczny – artysta (kompozytor);
- Jadwiga Konieczna – prof. dr. hab emerytowana Katedry Iberystyki UJ ;
- Leszek Konieczny – prof. dr hab emerytowany dziekan Katedry Biochemii Lekarskiej CM UJ;
- Michał Krupiński – ekonomista;
- Jerzy Matykiewicz – oficer PSZ, kawaler Orderu Virtuti Militari, nauczyciel;
- Ignacy Matykiewicz – żołnierz NSZ, prześladowany przez władze stalinowskie[12].